# Robert De Gendt
Robert De Gendt (Sint-Niklaas, 17 september 1920 - Beveren, 12 september 2004) was een Belgisch bestuurder en vredesactivist. Hij was voorzitter van de Katholieke Werkliedenbond (KWB). 

## Levensloop
De Gendt was actief binnen de Kristelijke Arbeidersjongeren (KAJ) en nadien stapte hij over naar de KWB. In 1960 werd hij nationaal voorzitter van deze beweging. Hij bleef voorzitter tot 1966. Hij was ook secretaris-generaal van de Wereldbeweging Christelijke Arbeiders 
In 1970 was De Gendt betrokken bij de oprichting van de Europese Beweging voor Veiligheid en Samenwerking. Hij werd secretaris-generaal van deze organisatie. Binnen het Overlegcentrum voor Vrede (OVC) was hij als voorzitter actief bij het protest tegen de plaatsing van kernraketten in België. Hij was ook bestuurslid van Pax Christi Vlaanderen.